# KGHM Dialog Polish Indoors 2000
Il KGHM Dialog Polish Indoors 2000 è stato un torneo di tennis facente parte della categoria ATP Challenger Series nell'ambito dell'ATP Challenger Series 2000. Il torneo si è giocato a Breslavia in Polonia dal 14 al 20 febbraio 2000 su campi in cemento indoor.

## Vincitori

### Singolare
Martin Damm ha battuto in finale  Gianluca Pozzi con il punteggio di 4–6, 6–4, 6–3

### Doppio
Petr Kovačka /  Pavel Kudrnáč hanno battuto in finale  Jocelyn Robichaud /  Kyle Spencer con il punteggio di 3–6, 7–6(6), 6–4